# Sereď
Sereď  is een Slowaakse gemeente in de regio Trnava, en maakt deel uit van het district Galanta.
Sereď telt 17.224 inwoners.

## Stedenband
- Alblasserdam (Nederland), tot 2012